# Truncala insularis
Truncala insularis är en insektsart som beskrevs av Mali B. Malipatil 1977. Truncala insularis ingår i släktet Truncala och familjen Rhyparochromidae. Inga underarter finns listade i Catalogue of Life.